# Anna Friel
Anna Louise Friel (* 12. července 1976, Rochdale, Spojené království) je britská herečka, která vešla do povědomí českého publika snímkem Juraje Jakubiska Bathory.

## Kariéra
Působila na divadelních jevištích i v televizi (seriály Brookside – za něj obdržela ocenění Národní televizní cenu – a Řekni, kdo tě zabil – nominace na Zlatý glóbus za nejlepší televizní herečku), objevila se v několika filmech (S tebou i bez tebe, Armáda v sukních, Vše pro lásku, Sen noci svatojánské, Góóól! a Góóól! 2).

## Bathory
Juraj Jakubisko si ji vybral do hlavní role Alžběty Báthoryové pro film Bathory, který měl slavnostní premiéru na 43. Mezinárodním filmovém festivalu v Karlových Varech v červenci 2008. Pro ni se stal zatím největší filmovou rolí. Na natáčení se musela připravovat i po fyzické stránce, učila se šermovat a tančit v renesančním stylu. Během natáčení mluvila anglicky, ale do české verze ji předabovala Zuzana Stivínová mladší.

## Soukromí
Má dceru Gracie Ellen, jejímž otcem je britský herec David Thewlis.
V roce 2008 ji časopis People vybral mezi sto nejkrásnějších lidí světa.